# 酒井忠香
酒井 忠香（さかい ただか）は、越前敦賀藩の第4代藩主。忠稠系小浜藩酒井家別家4代。

## 生涯
第2代藩主・酒井忠菊の八男として生まれる。
享保16年（1731年）、兄である第3代藩主・忠武の養嗣子となって家督を継いだ。延享2年（1745年）に大番頭、宝暦8年（1758年）に奏者番、宝暦11年（1761年）に寺社奉行兼帯、明和2年に（1765年）西の丸若年寄などを歴任して徳川家基付の重臣となった。家基亡き後は将軍・徳川家治に仕えた。
天明8年（1788年）に家督を子の忠言に譲って隠居し、寛政3年（1791年）に73歳（または77歳）で死去した。

## 系譜
父母
- 酒井忠菊（実父）
- 酒井忠武（養父）

正室
- 水野忠定の娘

子女
- 酒井忠恕（長男） 生母は正室
- 酒井忠節（次男） 生母は正室
- 水谷勝政（三男） 生母は正室
- 酒井忠言（四男） 生母は正室
- 山名豊磐（五男）
- 酒井忠貞（六男）
- 酒井忠進（七男）
- 内藤正弼正室 生母は正室
- 水野忠敞正室
- 浅野長富正室
- 酒井忠記正室、のち小出英敦室
- 滝川利雍正室
- 酒井忠貞室